# Mère de l'Église

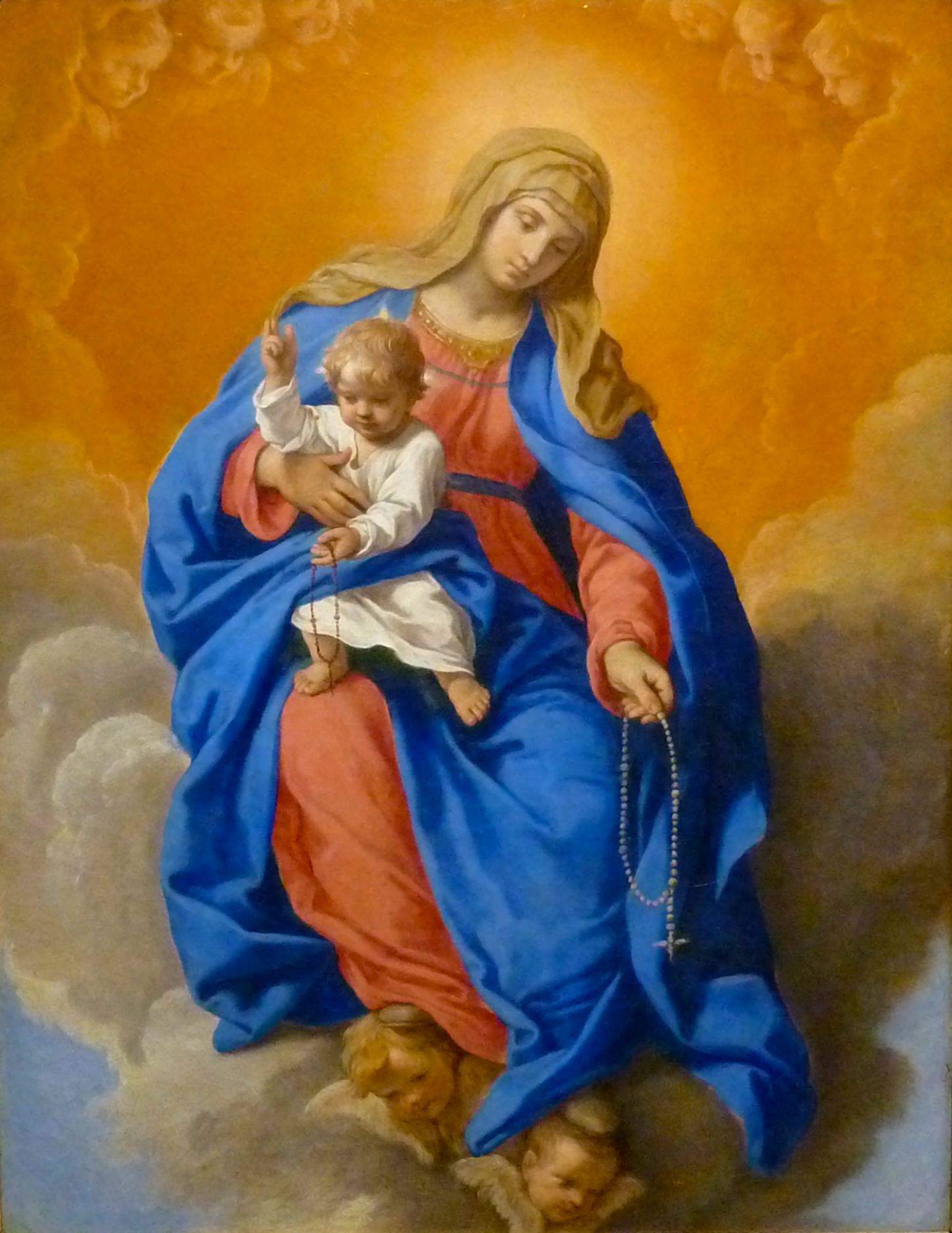
Le pape Paul VI, citant Saint Ambroise, ont déclaré la Vierge Marie "Mère de l'Église"

Mère de l'Église (en latin : Mater Ecclesiae) est un des titres sous lesquels les fidèles catholiques vénèrent la Vierge Marie, Mère de Dieu. Depuis 2018, c'est aussi le nom de la fête mariale célébrée le lundi après la Pentecôte. Son titre complet est fête de la bienheureuse Vierge Marie, Mère de l’Église.

## L'histoire du titre
L’Église a traditionnellement dépeint la bienheureuse Vierge Marie avec les Apôtres et les disciples réunis à la première Pentecôte et unis dans la prière avec les premiers membres de l’Église.
L'utilisation du titre Mater Ecclesiae à la Vierge Marie remonte à Ambroise de Milan au IVe siècle, mais cela n'était pas très connu avant sa redécouverte en 1944 par Hugo Rahner. Sa mariologie basée uniquement sur Ambroise et les premiers Pères de l'Église a grandement influencé le concile Vatican II et le pape Paul VI qui, citant Ambroise, ont déclaré « Marie Mère de l'Église ».
Le pape Paul VI a utilisé cette expression dans la promulgation de l'encyclique Lumen Gentium : « C'est donc à la gloire de la bienheureuse Vierge et à notre réconfort que Nous proclamons Marie très sainte, Mère de l'Église, c'est-à-dire de tout le peuple de Dieu, aussi bien des fidèles que des pasteurs, qui l'appellent Mère très aimante, et Nous voulons que, dorénavant, avec un tel titre très doux la Vierge soit encore plus honorée et invoquée par tout le peuple chrétien. »
Au discours du clôture du même concile, à 7 décembre 1965, le même pape répète le titre de “Mère de l'Église” à propos de Marie. Le même pape Paul VI, dans son encyclique Christi Matri, parue le 15 septembre 1966, consacre un chapitre entier à ce thème, avec le titre « Marie, Mère de l’Église ». De même, dans son exhortation apostolique Signum Magnum, parue le 13 mai 1967, il consacre toute une partie au « culte dû à Marie, en tant que Mère de l’Église ». Dans son Credo du peuple de Dieu, le 30 juin 1968, il dit : « Nous croyons que la Très Sainte Mère de Dieu, nouvelle Ève, mère de l’Église, continue au ciel son rôle maternel à l’égard des membres du Christ, en coopérant à la naissance et au développement de la vie divine dans les âmes des rachetés. »
Dans l'encyclique Redemptoris Mater de 1987 et lors de l'audience générale du 17 septembre 1997, Jean-Paul II confirme le titre de « Marie, Mère de l'Église ».

## L'institution de la fête mariale
Le Siège apostolique a proposé, à l’occasion de l’Année Sainte de la Réconciliation (1975), une messe votive en l’honneur de la bienheureuse Marie Mère de l’Eglise, insérée par la suite dans le Missel Romain; il a aussi accordé la faculté d’ajouter l’invocation de ce titre dans les Litanies Laurétanes (1980) et il a publié d’autres formules dans le recueil des messes de la bienheureuse Vierge Marie (1986). Pour certaines nations, diocèses et familles religieuses qui en ont fait la demande, il a concédé d’ajouter cette célébration dans leur Calendrier particulier.
En 2018, le pape François a institué la Mémoire obligatoire de la Vierge Marie, Mère de l'Église le lundi après la Pentecôte, par le décret Laetitia plena. Le décret fut signé au 11 février, au 160e anniversaire des apparitions de la Sainte Vierge à Lourdes,.